# داودا بامبا
داودا بامبا هو لاعب كرة قدم من ساحل العاج يلعب في مركز المهاجم في نادي آلتاي إزمير.